# ラスタバナナ
株式会社ラスタバナナは、愛知県名古屋市中区に本社を置く携帯電話周辺アクセサリー専門メーカー。

## 概要
液晶保護シールや充電器、ストラップなどを主に家電量販店にて販売している。その他au・ソフトバンクモバイルのショップ（一次代理店）の運営も行っている。
携帯電話の機種別専用液晶保護シール「パーフェクトガードナー」は代表的なラスタバナナ製品。
関連会社のテレホンリースがBCNアワード2011のスマートフォンアクセサリ部門で最優秀賞を受賞。

## 製品
- 液晶保護シールシリーズ

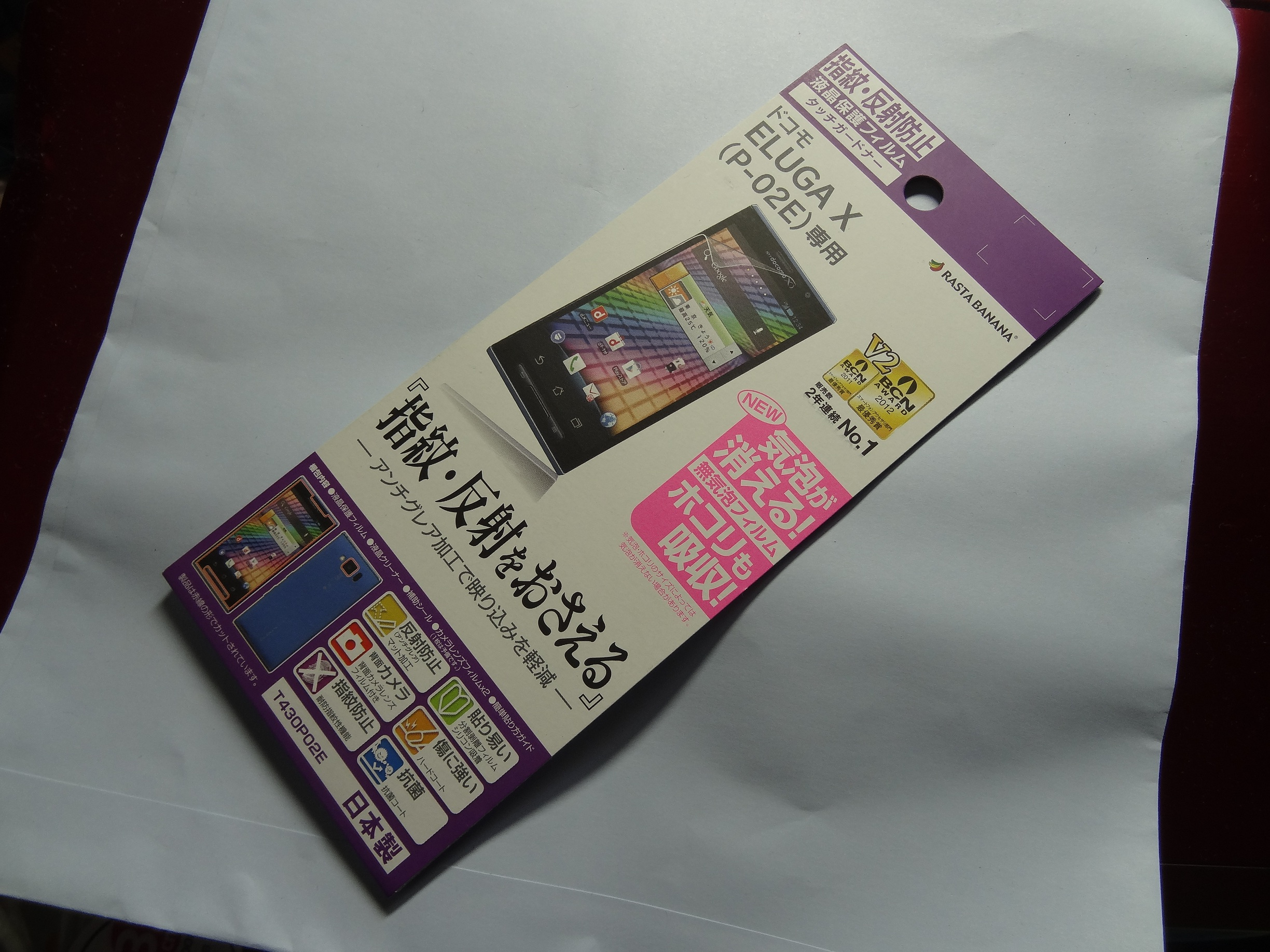
液晶保護フィルム（docomo P-02E用）

  - パーフェクトガードナー - 携帯電話のメイン・サブディスプレイ・カメラレンズやスマートフォンのディスプレイ・カメラレンズを保護するためのシール。機種専用で作られているが、ベースが同じモデルの場合には代用が利くこともある。
  - カッティングガードナー（ディスプレイ保護シール） - フリーサイズの保護シール。自分でハサミで切りカスタマイズしていくもので、携帯電話・スマートフォン以外にも携帯ゲーム機や小型オーディオ機器のディスプレイ・デジタルカメラのディスプレイやカメラレンズなどにも使える。透明タイプのもの以外にも青色加工（ブラックライト対応のものもあり）、鏡面加工、防眩加工されたものもある。
  - プライバシーガードナー - パーフェクトガードナーの機能に覗き見防止機能をプラスしたもの。機種専用のもの・インチ別対応のもの・フリータイプのものが販売されている。
  - ミラーガードナー - パーフェクトガードナーの機能に機能に覗き見防止機能をプラスしたもの。プライバシーガードナーと違い鏡面加工が施されている。インチ別対応のもののみ販売。ただし、フリーサイズのものはカッティングガードナーとして販売。
  - タッチガードナー - パーフェクトガードナーの機能に指紋や皮脂が付きにくくなるよう加工されたもの。専用機種とフリーサイズのもののみ販売。ただし、インチ別対応のものはプリントガードとして販売されている。
  - 抗菌・防汚タイプ - パーフェクトガードナーの機能に抗菌・防臭性を加えたもの。インチ別対応のもののみ販売。
  - 高光沢タイプ - パーフェクトガードナーの機能に光沢表面加工を施したもの。インチ別対応のもののみ販売。
  - 防眩タイプ - パーフェクトガードナーの機能に蛍光灯や太陽光による映り込みを軽減できるよう加工したもの。インチ別対応のもののみ販売。ただし、フリーサイズのものはカッティングガードナーとして販売。
  - アートブロック（アートブロックプラス） - アニメや特撮のキャラクターが描かれた覗き見防止シール。
  - メールブロック（スーパーメールブロック・メールブロック プラチナ） - 単色の覗き見防止シール。ラメ入りのものもある。
- AC充電器
  - スタンダードタイプ - 複数の携帯電話事業者のコネクタが入ったタイプもある。アニマル柄のものもある。
  - ロングコードタイプ
  - リールコードタイプ
  - SMART AC（スマートタイプ） - コード・コネクタが収納可能なタイプのAC充電器。
- DC充電器
- 充電器用変換アダプタ
- 乾電池式充電器
- USB充電器
- ソーラー充電器
- キャリングケース
- ホルダー
- ストラップ
- イヤホン・イヤホンマイク